# Planocera
Planocera är ett släkte av plattmaskar. Planocera ingår i familjen Planoceridae.
Kladogram enligt Catalogue of Life:
| Planocera | \| \| Planocera folium \| \| \| \| \| \| Planocera pellucida \| \| \| \| |
|           | \| \| Planocera folium \| \| \| \| \| \| Planocera pellucida \| \| \| \| |
|           | Alloioplana                                                              |
|           |                                                                          |
|           | Gnesioceros                                                              |
|           |                                                                          |
|           | Paraplanocera                                                            |
|           |                                                                          |
|           | Spinicirrus                                                              |
|           |                                                                          |
|           | Planocera folium                                                         |
|           |                                                                          |
|           | Planocera pellucida                                                      |
|           |                                                                          |

|  | Planocera folium    |
|  |                     |
|  | Planocera pellucida |
|  |                     |